# Liza
|  | Per a altres significats, vegeu «Liza (desambiguació)». |

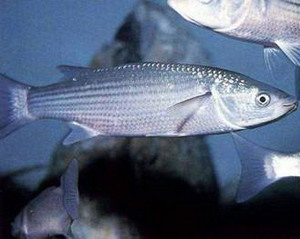
Liza ramado

Liza és un gènere de peixos teleostis de l'ordre dels mugiliformes i a la família dels mugílids.

## Taxonomia
- Liza abu (Heckel, 1843)[2][3]
- Liza affinis (Günther, 1861)
- Liza alata (Steindachner, 1892)
- Liza argentea (Quoy & Gaimard, 1825)
- Llissa galta-roja (Liza aurata) (Risso, 1810)[4][5][6][7]
- Liza carinata (Valenciennes, 1836)[8][9]
- Liza dumerili (Steindachner, 1870)[10][11]
- Liza falcipinnis (Valenciennes, 1836)[12][13]
- Liza grandisquamis (Valenciennes, 1836)[14][15]
- Liza haematocheilus (Temminck & Schlegel, 1845)[16][17]
- Liza klunzingeri (Day, 1888)[18]
- Liza lauvergnii (Eydoux & Souleyet, 1850)
- Liza luciae (Penrith & Penrith, 1967)
- Liza macrolepis (Smith, 1846)[19][20][21]
- Liza mandapamensis (Thomson, 1997)[22][23]
- Liza melinoptera (Valenciennes, 1836)
- Liza parmata (Cantor, 1849)
- Liza parsia (Hamilton, 1822)
- Liza persicus (Senou, Randall & Okiyama, 1995)
- Liza planiceps (Valenciennes, 1836)
- Liza ramado (Risso, 1810)[4][24][25][26]
- Liza ramsayi (Macleay, 1883)
- Liza richardsonii (Smith, 1846)
- Llissa fusany (Liza saliens) (Risso, 1810)[4][27][28]
- Liza subviridis (Valenciennes, 1836)[8][29]
- Liza tade (Forsskål, 1775)
- Liza tricuspidens (Smith, 1935)[30]
- Liza vaigiensis (Quoy & Gaimard, 1825)[31][32][33][34][35][36][37][38][39][40]